# مراد سنون
مراد سنون (انگلیسی: Mourad Sennoun؛ زادهٔ ۲۹ ژانویهٔ ۱۹۶۲) بازیکن والیبال اهل الجزایر بود.